# 2003 год в авиации
Список событий в авиации в 2003 году.

## События
- 18 января — первый полёт украинского лёгкого многоцелевого вертолёта КТ-112 «Кадет».
- 24 февраля - первый полет американского широкофюзеляжного дальнемагистрального самолёта Boeing 777-300ER.
- 21 апреля — первый полёт нового самолёта Президента Российской Федерации, Ил-96-300, экипаж А. И. Галкина.
- 6 марта — впервые взлетел первый в мире гражданский конвертоплан Bell/Agusta BA609.
- 17 июня — в Иркутске впервые взлетел первый серийный (и третий в общей сложности) самолёт-амфибия Бе-200 «Альтаир».
- 30 сентября — открыт для посетителей Государственный музей авиации (Киев).
- 4 декабря — вступила в действие Монреальская конвенция об ответственности авиакомпаний.
- 22 декабря — первый полёт российского среднего многоцелевого вертолёта Ми-38.

### Без точной даты
- Первый полёт украинского административного самолёта Ан-74VIP, модификации Ан-74[1].